# کمیسیون بین‌المللی الکتروتکنیک
کمیسیون بین‌المللی الکتروتکنیک (آی‌ئی‌سی) (به انگلیسی: International Electrotechnical Commission (IEC)) یک موسسهٔ استاندارد غیرانتفاعی غیردولتی است که استانداردهای بین‌المللی کلیهٔ فناوریهای مرتبط با الکترونیک و الکتریسیته (در کنار هم با نام الکتروتکنولوژی شناخته می‌شوند) را تهیه و منتشر می‌کند.
استانداردهای آی‌ئی‌سی شامل دامنهٔ وسیعی از فناوری‌ها ازجمله تولید، انتقال و توزیع نیرو برای مصارف اداری و خانگی، نیمه‌رساناها، فیبرهای نوری، باتریها، انرژی خورشیدی، فناوری نانو، انرژی دریایی و بسیاری دیگر می‌شود.
همچنین آی ئی سی مدیریت سه سامانه ارزیابی انطباق جهانی را که تجهیزات، سامانه‌ها یا اجزا را بر اساس استاندارهای جهانی تصدیق می‌کنند بر عهده دارد.
منشور آی ئی سی همه موارد مربوط به الکتروتکنولوژی را می‌پذیرد از جمله: تولید انرژی، الکترونیک، مغناطیس، الکترومغناطیس، چندرسانه‌ای، ارتباطات، تکنولوژی پزشکی و…

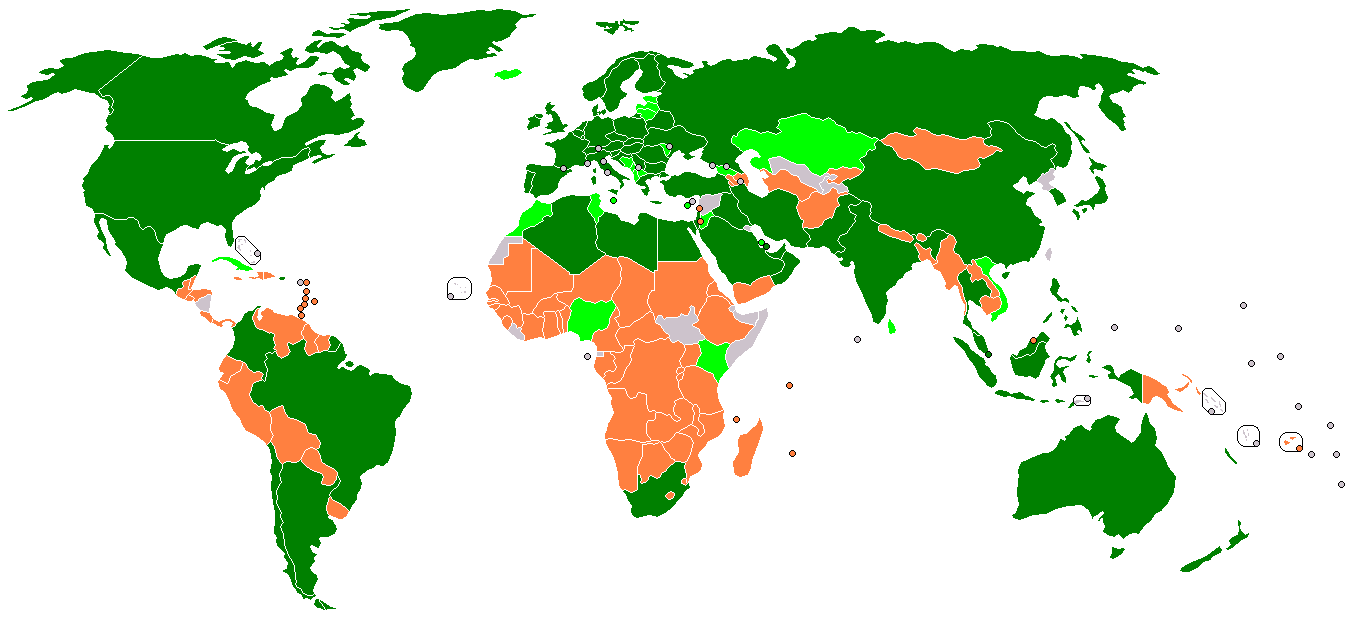
کشورهای عضو

آی ئی سی در سال ۱۹۰۶ برپایه صحبت‌های موسسه مهندسان الکترونیک بریتانیا، مؤسسه مهندسان برق آمریکا و دیگران که از سال ۱۹۰۰در کنگرهٔ پاریس آغاز شده بود شکل گرفت. این سازمان در لندن تأسیس شد و در سال ۱۹۴۸ به ژنو انتقال یافت. دفاتر منطقه‌ای آی ئی سی در سنگاپور (آسیا/اقیانوسیه)، سائو پائولو برزیل (آمریکای لاتین)، بوستون، ماساچوست ایالات متحده (آمریکای شمالی) قرار دارد.
امروزه آی ئی سی به عنوان پیشرو و رهبر جهانی برای رشتهٔ خود مطرح است و استانداردهای این سازمان به عنوان مرجع استانداردهای ملی در کشورهای عضو پذیرفته می‌شود.
۱۰۰۰۰ متخصص الکتریک و الکترونیک از شرکت‌ها، دولت‌ها، دانشگاه‌ها و آزمایشگاه‌ها در امور مورد علاقه و تخصصشان با این سازمان همکاری دارند.
IEC نقش مؤثری در توسعه و توزیع واحدهای اندازگیری از جمله هرتز، وبر و گاوس داشته‌است.
در ۱۹۳۲ این سازمان واژه‌نامهٔ چندزبانهٔ بین‌المللی را برای هماهنگ‌کردن واژگان مرتبط با الکترونیک، الکتریک و فناوری منتشر کرد.
استانداردهای IEC در عنوان و نام خود دارای اعدادی در بین ۶۰۰۰۰ تا ۷۹۹۹۹ هستند به‌طور مثال استاندارد IEC 60417:علامات گرافیکی برای استفاده در تجهیزات. شمارهٔ استانداردهای IEC قدیمی از سال ۱۹۹۷ با اضافه کردن عدد ۶۰۰۰۰ به عدد قبلی اصلاح شد به‌طور مثال IEC 27 به IEC 60027 تبدیل شد.
IEC با سازمان‌های سازمان بین‌المللی استانداردسازی (ISO) و اتحادیه بین‌المللی مخابرات (ITU) همکاری نزدیکی دارد. به علاوه این IEC باز سازمان‌های توسعهٔ استاندارد بزرگ دیگری نیز همکاری دارد. به‌طور مثال قرارداد همکاری با مؤسسه مهندسان برق و الکترونیک (IEEE) در سال ۲۰۰۲. مؤسسه مهندسان برق و الکترونیک